# Mey Son Sotheary
Mey Son Sotheary, née en 1977, est une autrice cambodgienne de fiction et de non-fiction. Elle est surtout connue pour ses nouvelles explorant les effets des changements économiques et sociaux, en particulier sur les femmes, les jeunes et les travailleurs migrants.

## Œuvre
Sa fiction se concentre sur les effets sociaux des changements politiques et économiques rapides, en particulier lorsqu'ils affectent les femmes et les jeunes.
Sa nouvelle Ma sœur, publiée pour la première fois en khmer en 1995, suit une jeune femme qui part vivre en ville et trouve du travail dans un bar, renvoyant ses revenus chez sa famille pour soutenir l'éducation de ses jeunes frères et sœurs. Le narrateur de l'histoire, le frère cadet de la femme, lui fait la morale parce qu'elle est devenue travailleuse du sexe, mais sa tante lui reproche son ingratitude. L'histoire se penche sur l'expérience des travailleurs migrants et la pratique des envois de fonds, améliorant la situation financière de leur famille mais créant parfois des tensions ou du ressentiment. 
Son histoire Pourquoi ? décrit la décision d'un garçon de faire des cambriolages pour subvenir aux besoins de sa famille et des conséquences de cette décision.
Ses nouvelles sont apparues dans des anthologies de fiction d'Asie du Sud-Est et du Cambodge, et ont été étudiées dans des universités.
Elle rédige également le livre de non-fiction Tumroam Klay Chea Neak Nipunth (« Avant de devenir écrivain »), un guide pour les aspirants auteurs khmers. 

## Carrière
Mey commence à se faire connaître en 1993, lorsque sa première nouvelle est publié dans Rasmei Kampuchea Daily (en), le quotidien le plus diffusé au Cambodge, et dans le magazine populaire Procheaprai. 
Elle est l'une des premières écrivaines khmères publiées à appartenir à la « nouvelle génération », c'est-à-dire à celles qui ne se souviennent pas personnellement du régime de Pol Pot. 
Elle travaille dans le monde de la télévision et pour le Women's Media Centre of Cambodia (en), une ONG qui travaille à améliorer la participation et la représentation des femmes dans les médias khmers traditionnels. 